# 鵜杉車站
鵜杉車站（日语：／ Usugi eki */?）是一由東日本旅客鐵道（JR東日本）所經營的鐵路車站，位於日本山形縣最上郡最上町，是JR東日本陸羽東線沿線的一座無人車站。鵜杉車站位於JR東日本仙台支社的管轄範圍內，由新庄車站負責管理。

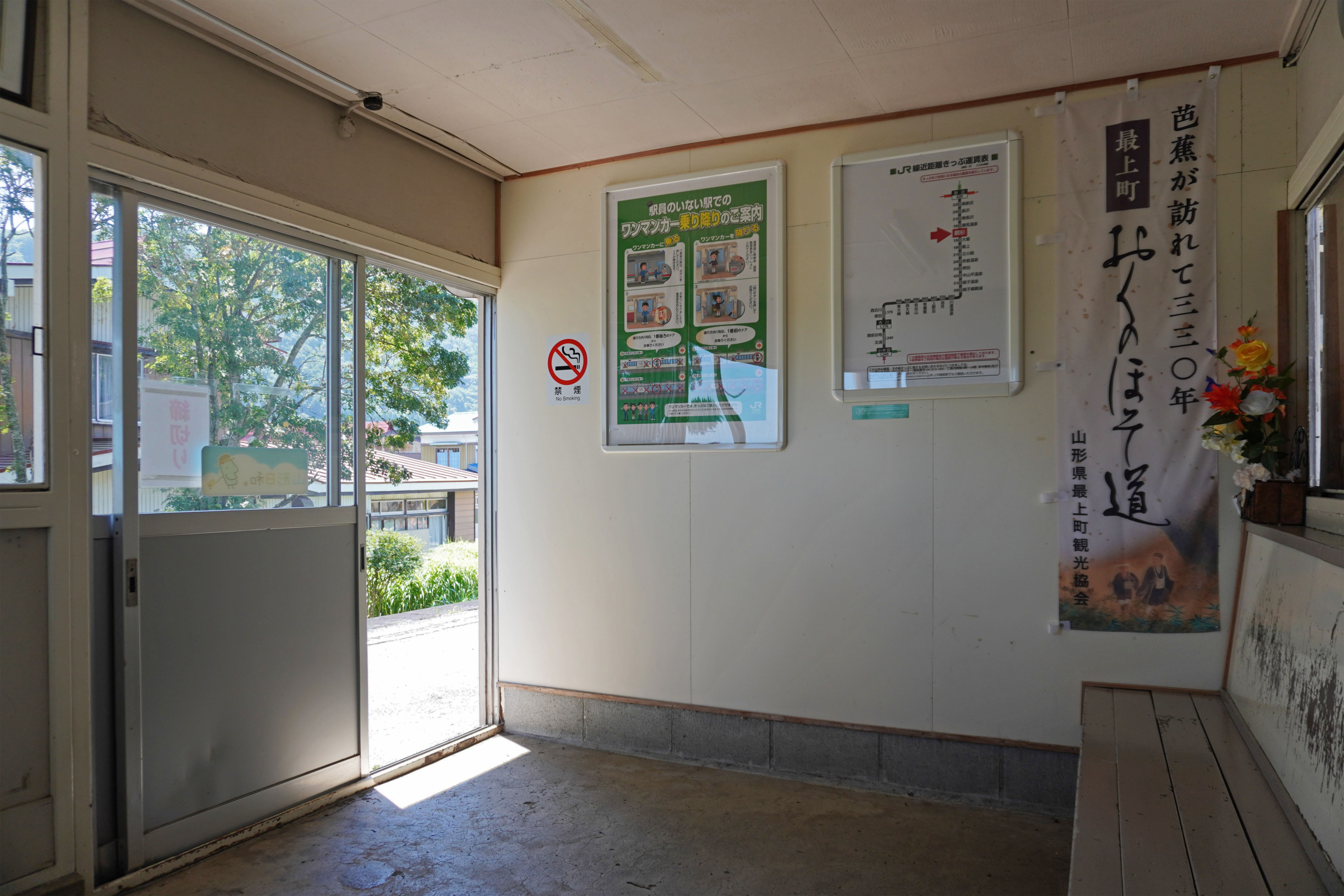
候車室内（2023年7月）

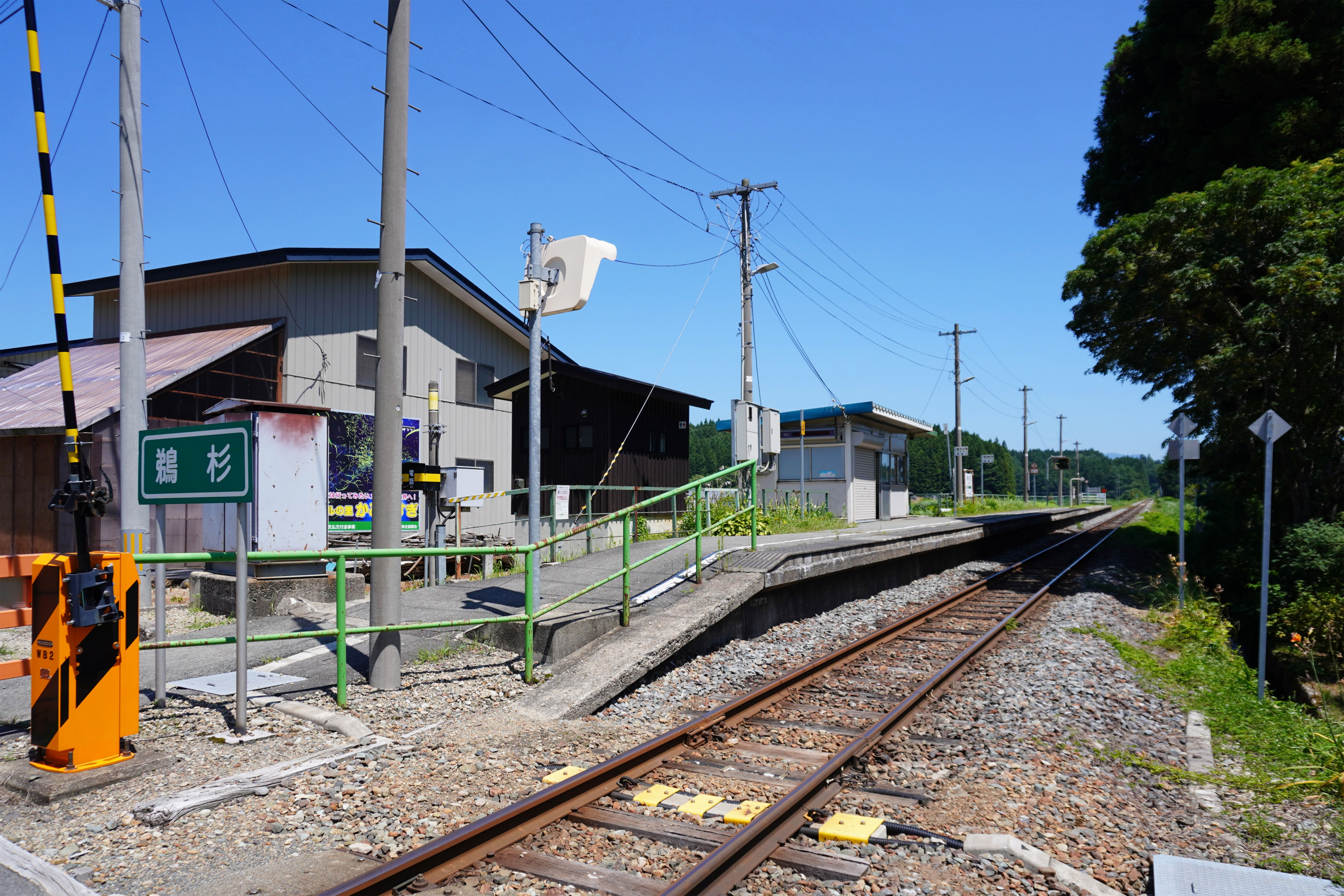
月台（2023年7月）

## 車站結構
鵜杉車站是一個僅設有一座側式月台一條乘車線的小型車站，車站唯一的入口位於月台側面與一道路平交道的連結處，並在月台上設有一座兼作為候車室的小型預鑄站房。
在車站旁的平交道至車站南方百餘公尺處、與陸羽東線平行的國道47號（北羽前道路）旁是鄰近地區住宅的主要聚集區域，離開這範圍後則是面積廣大的農田。

## 相鄰車站
東日本旅客鐵道
■陸羽東線
大堀－鵜杉－瀨見溫泉

## 外部連結
- 鵜杉車站（JR東日本） （页面存档备份，存于）（日語）

38°45′53.87″N 140°27′12.58″E / 38.7649639°N 140.4534944°E